# トンマーゾ・ミナルディ
トンマーゾ・ミナルディ（Tommaso Minardi、1787年12月4日 - 1871年1月12日）はイタリアの画家である。新古典主義から、ロマン主義の時代の画家で、ファエンツァ、ローマ、ペルージャなどで活動した。

## 略歴
エミリア＝ロマーニャの街、ファエンツァで生まれた。父親は薬剤師であった。ファエンツァでジュゼッペ・ザウリ（Giuseppe Zauli）という画家に絵を学び、ザウリと地元の著作家ストロッチ（Dionigi Strocchi）の尽力で1803年から1810年の間、地元の信仰の組合（Congregation of San Gregorio）から奨学金を受けた。ストロッチから有力な一族キージ家のジギスモンド・キージ（Sigismondo Chigi Albani della Rovere, VI principe di Farnese）への紹介状を書いてもらいローマにでた。1810年に美術コンクールで優勝し、ボローニャの美術アカデミーから3年間ローマで学ぶ奨学金を得た。
ローマではフェリーチェ・ジアーニ（Felice Giani: 1758–1823) やヴィンチェンツォ・モラニ（Vincenzo Morani: 1809–1870)、ヴィンチェンツォ・カムッチーニ（1771-1844）といった新古典派の画家たちと交流した。1819年から1822年までペルージャの美術アカデミーで校長を務め、1821年から1858年まではローマのアカデミア・ディ・サン・ルカの絵画の教授を務め、1837年には1年任期の会長も務めた。ミナルディが教えた学生には Gaetano Palmaroli (1800-1853)や Luigi Fontana (1827-1908)、 Paolo Mei (1831-1900)、 Ferdinando Cicconi (1831-1886)らがいる。学生の教育の他、ローマの芸術遺産の保護と修復にも貢献し、教皇政府の公式芸術家の地位を得た。

## 作品

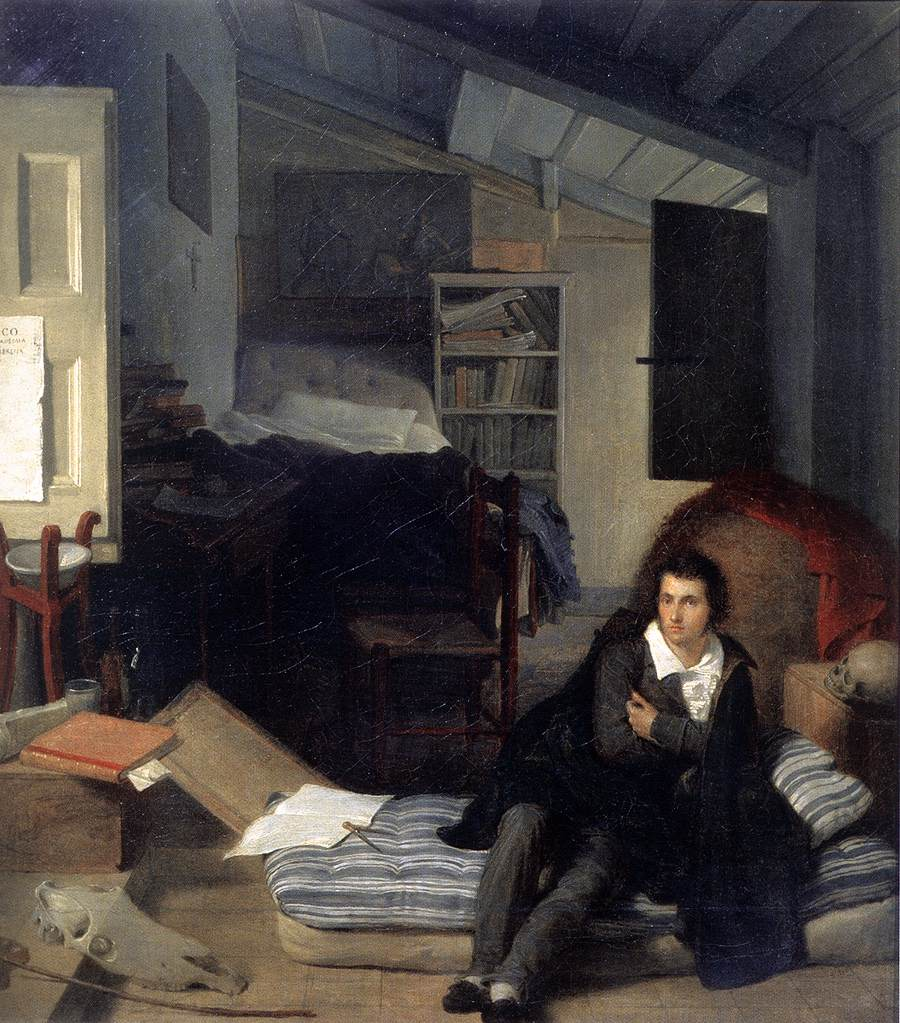
自画像 (1803) Galleria d'arte moderna (Firenze)
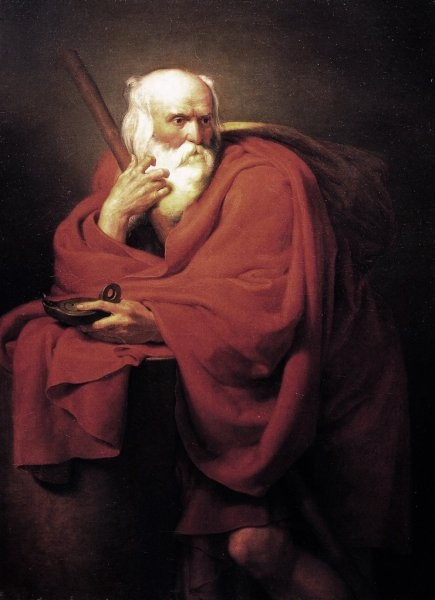
ディオゲネス (1813)
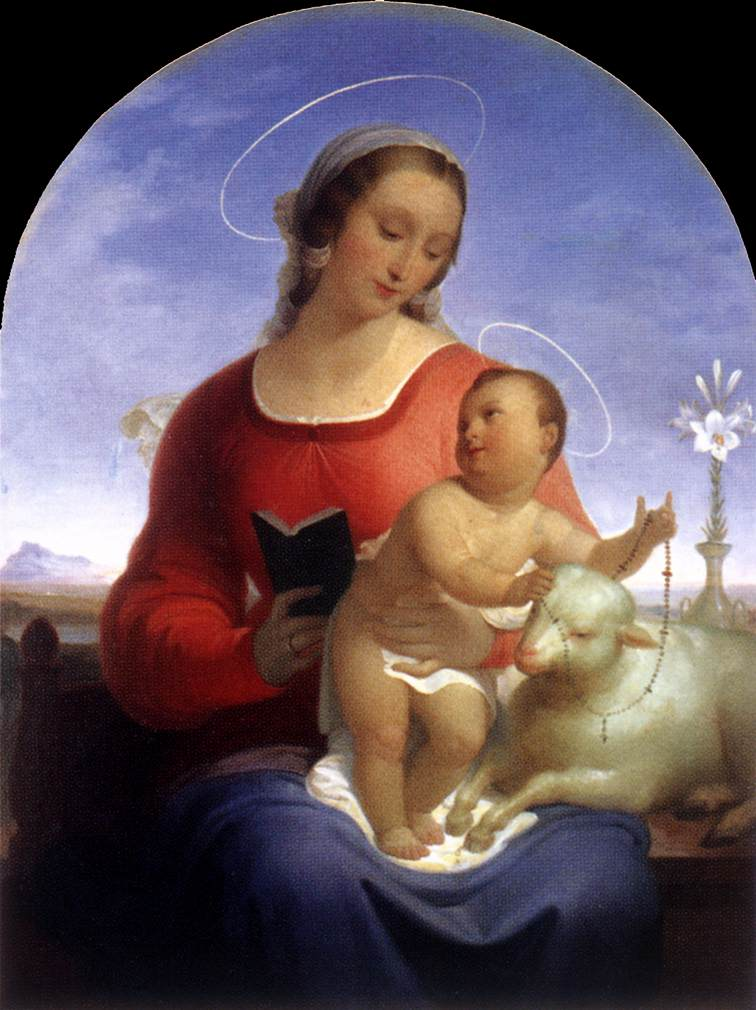
ロザリオの聖母 (1841) Galleria d'arte moderna (Firenze)
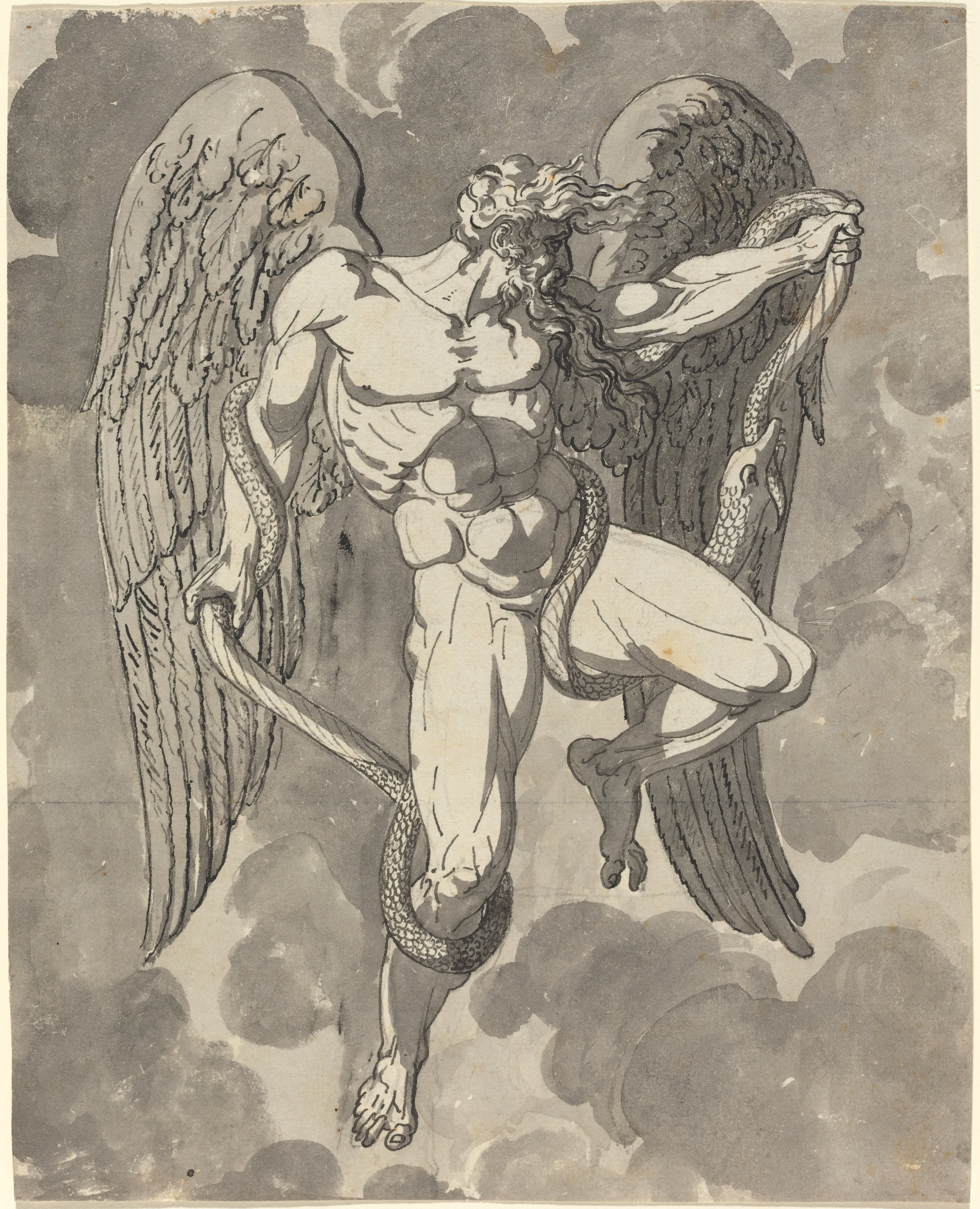
蛇と戦うサートゥルヌス

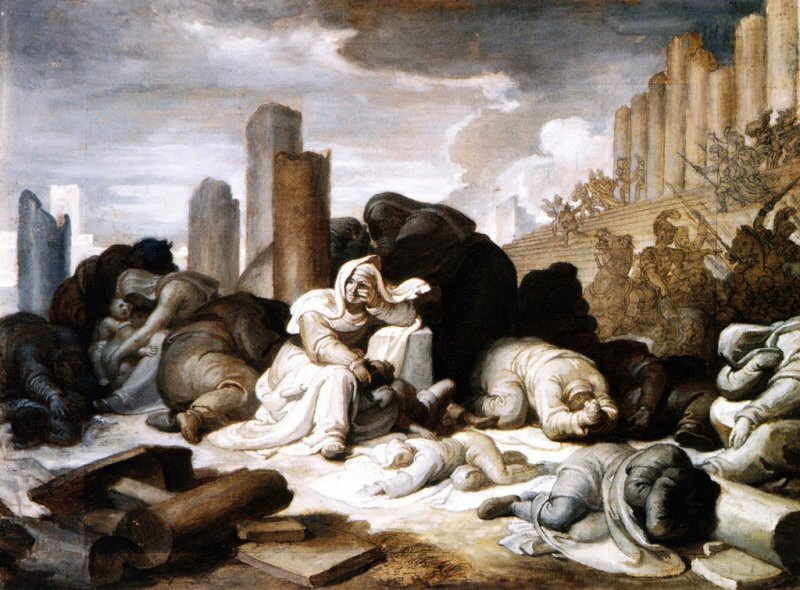
破壊されたエルサレム神殿 (1803/1810)
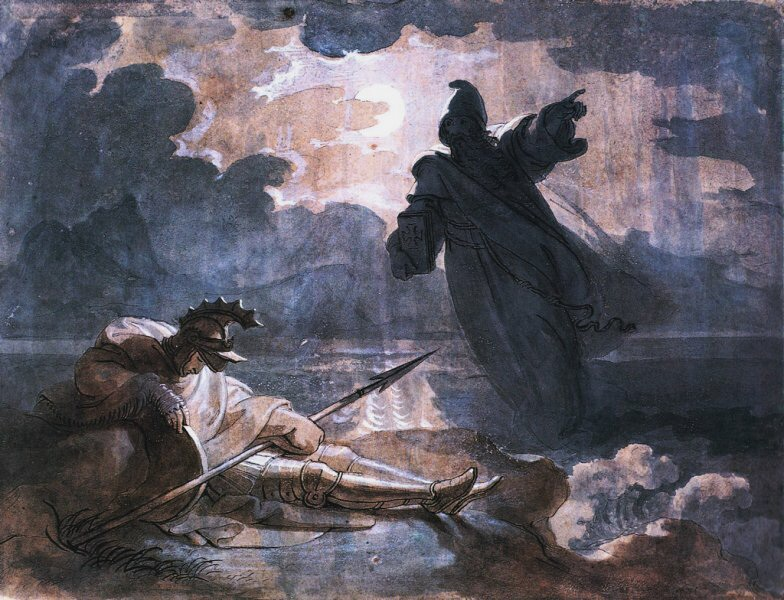
エンリケ航海王子の夢 (1819/1820)
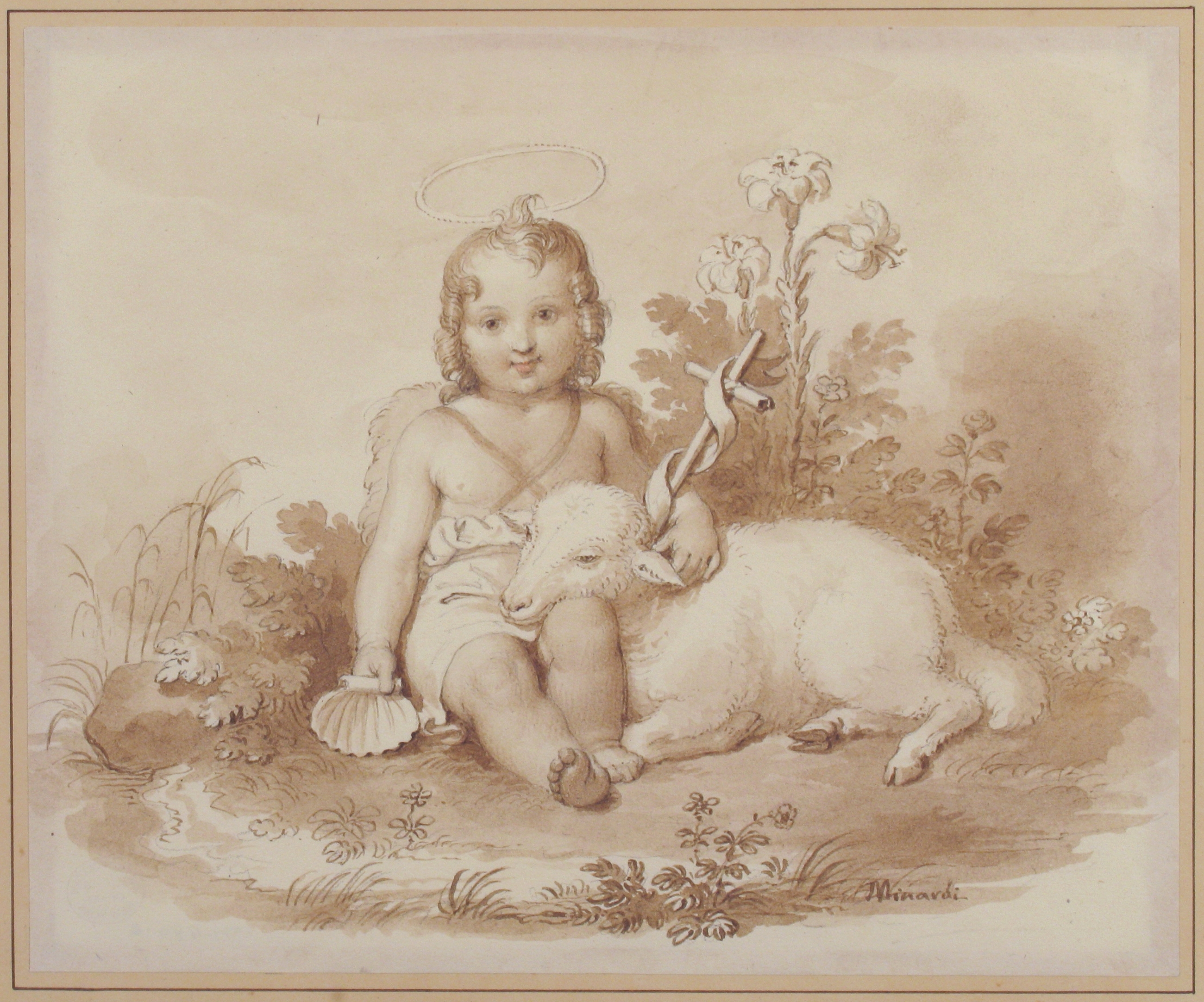
素描「洗礼者ヨハネと子羊」